# Claudius Schraudolph il Giovane
Claudius Schraudolph il Giovane (Monaco di Baviera, 4 febbraio 1843 – San Michele di Appiano sulla strada del vino, 3 gennaio 1902) è stato un pittore tedesco.

## Biografia
Figlio di Johann Schraudolph, fu allievo di suo padre, di Hermann Anschütz e di Johann Georg Hiltensperger . Fu assistente durante la realizzazione dei dipinti nella Duomo di Spira. Inizialmente realizzò dipinti religiosi, ma dal 1866 si dedicò alla pittura di genere. 
Fu coinvolto dalla guerra partecipando alle campagne del 1866 e 1870 come primo tenente. 
Dal giugno 1883 e fino al 1894 ha guidato la Scuola d'Arte Reale di Stoccarda come direttore. Per distinguerlo dallo zio pittore, anche lui di nome Claudius, viene chiamato "il Giovane".
Le sue spoglie riposano nel cimitero della parrocchia di San Paolo, ad Appiano sulla strada del vino.

## Opere
Le sue opere più straordinarie, realizzate con delicatezza e sensibilità, sono: 
- Ragazza al pianoforte
- Passeggiata di Pasqua da " Faust "
- Quartetto su una terrazza veneziana
- Dolce far niente
- Chierichetti
- La piccola fioraia

Ha anche disegnato numerose illustrazioni per xilografie e dipinti decorativi.

## Galleria d'immagini

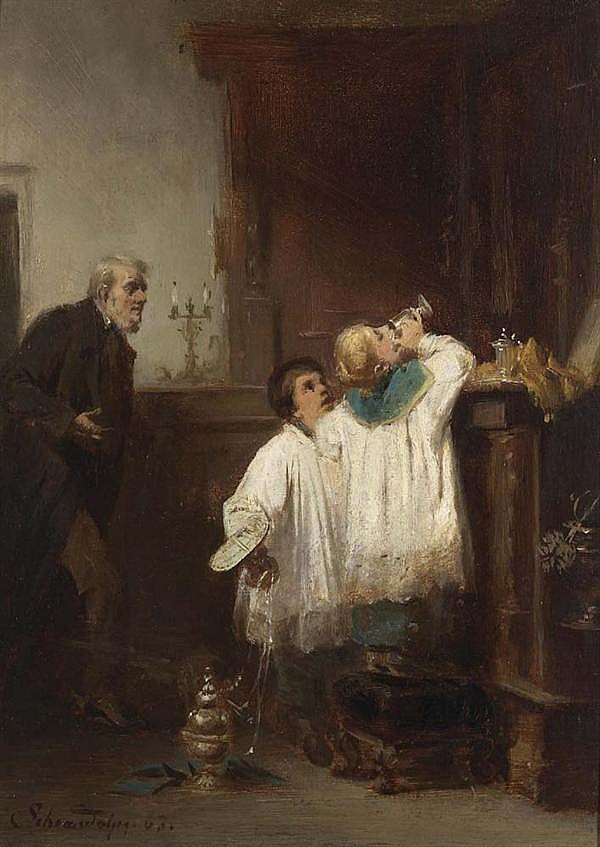
Chierichetti - Claudius Schraudolph il Giovane

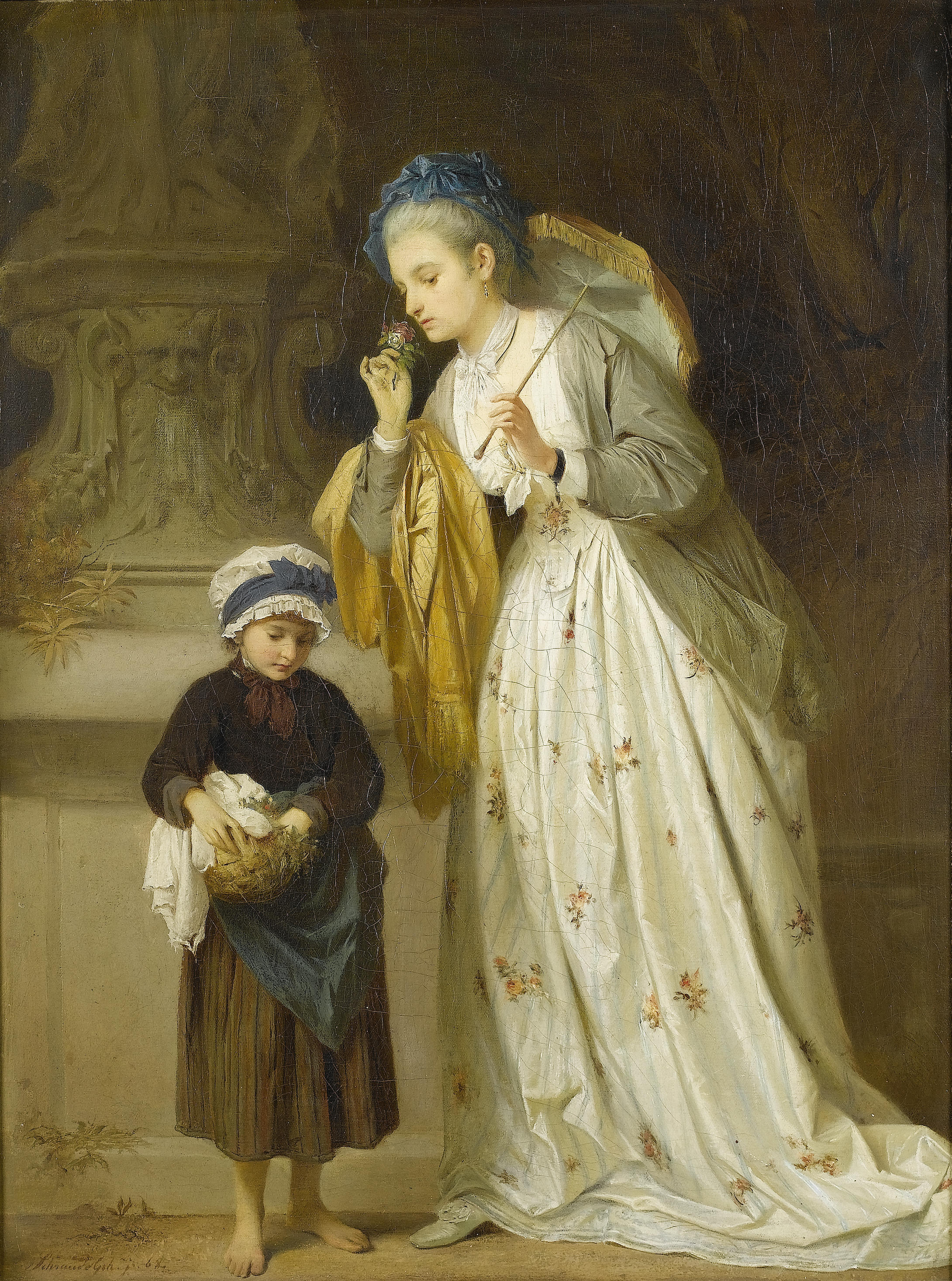
La piccola fioraia - Claudius Schraudolph il giovane